# Дуран, Агустин
Агусти́н (Агостино) Франсиско Гато Дура́н-и-де Висенте Яньес (исп. Agustín Francisco Gato Durán y de Vicente Yáñez; 14 октября 1789, Мадрид — 1 декабря 1862, Мадрид) — испанский писатель

, поэт, журналист, литературовед, литературный критик и библиотекарь

.

## Биография
Агустин Дуран родился 14 октября 1789 года в городе Мадриде в семье придворного врача.
Сперва учился в семинарии в Вергаре, откуда вернулся, изучив традиции испанского романа. В 1817 году он начал изучать философию и юриспруденцию в Севильском университете и со временем был принят в коллегию адвокатов в Вальядолиде.
С 1821 по 1823 год Дуран занимал должность в отделе образования в Мадриде, но при Фердинанде VII он был отстранен от должности из-за своих либеральных политических взглядов.
В 1828 году Агустин Дуран анонимно опубликовал в Мадриде свой трактат «Discurso sobre el influjo, que ha tenido la critica moderna en la decadencia del teatra antiguo español» («Рассуждение о влиянии, какое имела современная критика на упадок старинного испанского театра»), который сильно повлиял на молодых драматургов того времени и способствовал возрождению национального театра в Испании.
В 1834 году Дуран стал секретарём совета по цензуре прессы, а вскоре после этого получил должность в Национальной библиотеке Испании. Революция 1840 года привела к его увольнению, но в 1843 году он был восстановлен в должности, а в 1854 году Дюран был назначен главным библиотекарем. Однако уже в следующем году он вышел на пенсию, чтобы посвятить себя литературной работе.
Серьезной литературной заслугой А. Дурана является полное издание «Romancero general» с комментариями (1828—1832 и 1849—1854). Из его поэтических произведений выдается рыцарская поэма: «Легенда о трех плодах из сада Амура» («Legenda de las tres toronzas del vergel de amor», 1856) и «Французская принцесса и её любовь к венгерскому королевичу» (1856).

Агустин Дуран умер 1 декабря 1862 года в родном городе. 